# 大明一統志

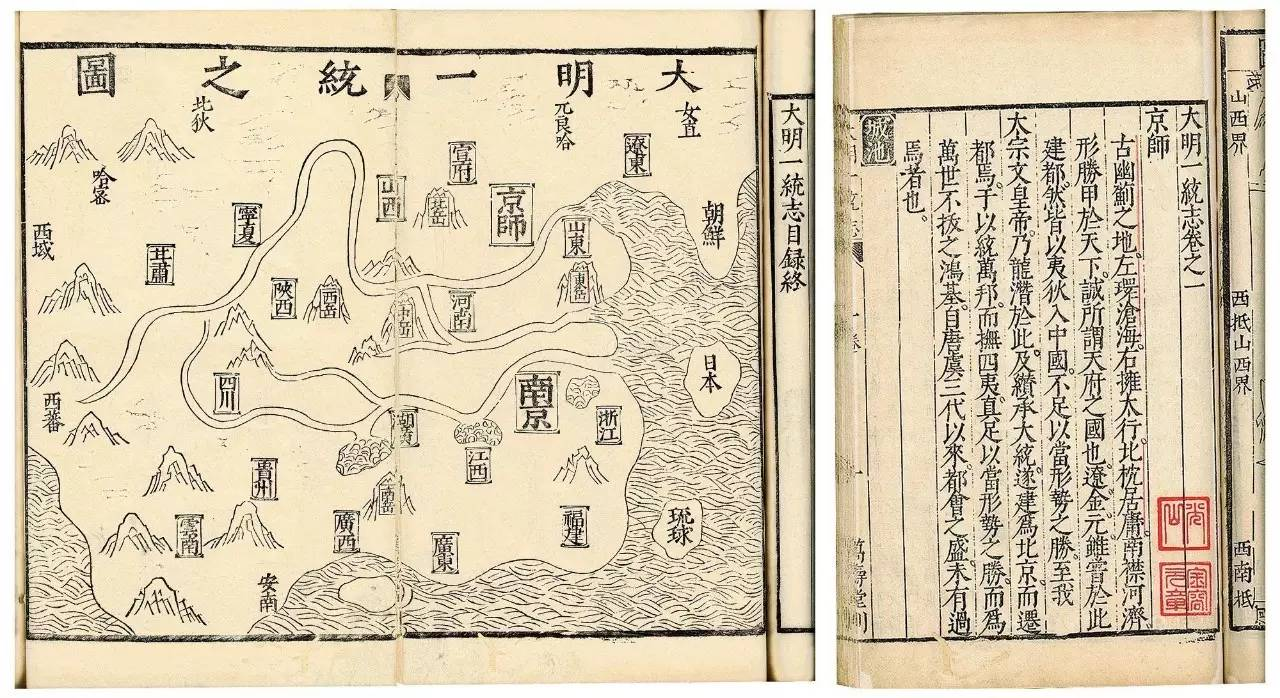
《大明一統志》卷一的全國地圖。

《大明一統志》成書於明英宗天順五年（1461年）四月，共90卷，該書源自洪武三年（1370年）由魏俊民、黃篪、劉儼、丁鳯等按《大元大一統志》體例，纂成的《大明志書》。洪武六年（1373年）續纂，洪武十七年（1384年）編成《大明清類天文分野書》24卷，景泰七年（1456年）編成《寰宇通志》以當時的兩京，十三布政司為綱，諸府州為目，下設建置、沿革、郡名、山川、形勝、風俗、土產等38門。天順二年（1458年）八月重修《寰宇通志》。天順五年成書時賜名《大明一統志》。該書曾於弘治、萬曆年間重新修定，增加嘉靖，隆慶兩朝以後建置相關的内容。
《大明一统志》颁行后，《寰宇通志》即被毁版。李维桢《方舆胜略序》云：“天顺时，馆阁修《大明一统志》，不载户口、田赋、官制诸大政典，识者病之。”顾炎武《日知录》说：“永乐中，命儒臣纂天下舆地书，至天顺五年（1461年）乃成，赐名曰《大明一统志》，御制序文，而前代相传如《括地志》、《寰宇通志》之书皆废。今考其书，舛谬特甚……引古事舛戾最多。”《四库全书总目提要》称此書“舛错牴牾，疏谬尤甚”。
《大明一統志》除了由明英宗寫書序的原版外，還有弘治十八年（1505年）慎獨齋刊本、萬曆十六年楊刊歸仁齋刊本、天啟五年（1625年）刊大字本、萬壽堂刊本以及1965年台灣的影印本等。

## 外部連結
- 《大明一統志》檢索與瀏覽 （页面存档备份，存于）. 臺灣大學數位人文研究中心